# Џон Полањи
Џон Чарлс Полањи (рођен 23. јануара 1929) је мађарско-канадски хемичар који је 1986. године добио Нобелову награду за хемију за своја истраживања у области хемијске кинетике. Полањи је рођен у Берлину у Немачкој, пре него што је његова породица емигрирала 1933. године у Уједињено Краљевство, где се потом школовао на Универзитету у Манчестеру, а постдокторско истраживање је обавио у Националном истраживачком савету у Канади и на Универзитету Принстон у Њу Џерзију. Прво академско именовање Полањија било је на Универзитету у Торонту. Поред Нобелове награде, Полањи је добио и бројне друге награде, укључујући 33 почасне дипломе, Вулфову награду за хемију и Герхард Херцберг канадску златну медаљу за науку и инжењерство. Изван свог научног истраживања, Полањи је активан у јавним расправама о политици, посебно у вези са науком и нуклеарним оружјем. Његов отац, Михаљ (Mihály), био је запажени хемичар и филозоф. Његов ујак Карл је био економиста. Према Ђерђу Марксу, он је био један од „Марсоваца“, групе истакнутих мађарских научника који су емигрирали у Сједињене Државе у првој половини 20. века.

## Образовање
Полањијева породица се преселила из Немачке у Британију 1933. године, делом као резултат прогона Јевреја под Адолфом Хитлером (Полањијев отац, који је прешао у католичанство, рођени је Јевреј). Током Другог светског рата, Полањијев отац послао га је у Канаду на три године, када је имао 11 година, како би био сигуран од немачких бомбашких напада. Док је живео у Торонту, похађао је школе Универзитета у Торонту. По повратку у Британију, Полањи је завршио средњу школу и похађао универзитет у Манчестеру, где је 1949. године стекао диплому, а 1952. године докторирао. Иако је његово универзитетско образовање било усмерено на науку, није био уверен да је то његов позив након завршетка средње школе, када је накратко размишљао о песничкој каријери. Његов отац, Михали (Мајкл) Полањи, био је професор на хемијском одсеку током његове прве године универзитета, пре него што је прешао на новостворено место на одељењу за друштвене студије. Полањијев супервизор током постдипломских студија био је Ернест Вархурст, бивши студент његовог оца. По завршетку доктората, Полањи је радио постдокторска истраживања при Националном истраживачком савету у Отави, Онтарио од 1952. до 1954. године, где је радио са Едгаром Вилијамом Ричардом Стејсијем. Од 1954. до 1956. био је научни сарадник на Универзитету Принстон.

## Академски послови
Џон Полањи започео је на Универзитету у Торонту као предавач 1956. Брзо је напредовао на универзитету, унапређен у доцента 1957, ванредног професора 1960. и постао редовни професор 1962. 1975. године именован је за универзитетског професора, почасно звање које је од тада и задржао.

## Истраживачка интересовања
Полањијеве докторске студије на Универзитету у Манчестеру фокусирале су се на мерење јачине хемијских веза помоћу термичке дисоцијације, надовезујући се на Вархурстове дипломске студије помоћу апарата са натријумовим пламеном како би се утврдила вероватноћа да ће судар атома натријума и другог молекула довести до хемијске реакције. Већину своје каријере Полањијева истраживања фокусирала су се на хемијску динамику, покушавајући да утврде механику хемијске реакције и својства хемијских врста у прелазном стању. Док је био у Националном истраживачком савету, Полањи је процењивао теорију транзиционог стања због њених предиктивних моћи, дошавши до закључка да је теорија била мањкава, углавном због недостатка знања о силама које су у игри у транзиционом стању. Пред крај свог боравка у овом савету, Полањи је радио у лабораторији Герхарда Херцберга, користећи спектроскопију за испитивање вибрационог и ротационог побуђивања у молекулима јода. Током Полањијевог боравка на Универзитету Принстон, радио је са сер Хјуом Тејлором и његовим колегама. На њега су утицале студије спроведене на Принстону, које су проучавале вибрационо побуђене производе реакције између атомског водоника и озона.
Када се Полањи преселио на Универзитет у Торонту, његови први постдипломци истраживали су повећане брзине реакција са вибрационо побуђеним водоником, као и присуство вибрационо побуђеног хлороводоника током егзотермне реакције молекуларног хлора са атомским водоником. Апсолвент Кенет Кешон радио је са Полањијем када су открили своја прва открића о хемилуминесценцији, светлости коју емитује молекул атома када је у побуђеном стању. Овај рад је први пут објављен 1958.
2009. године Полањи и његове колеге објавили су у часопису Nature Chemistry рад под насловом „Молекуларна динамика у површинским реакцијама“. Ово новије истраживање могло би да утиче на нанотехнологију. Полањијев рад се и даље фокусира на основни ток хемијских реакција, али откако је 1986. добио Нобелову награду, његове методе су се промениле. Док је боравио у Шведској на церемонији доделе награда, сусрео се са тројицом научника који су 1986. године добили Нобелову награду за физику, а који су били награђени за свој рад у електронској оптици и скенирајућој тунелској микроскопији. Ова технологија омогућила је Полањију и његовим колегама да надгледају хемијске реакције у врло малим размерама, уместо да посматрају енергију која се ослобађа помоћу инфрацрвене технологије. Његова лабораторија на Универзитету у Торонту тренутно има 4 скенирајућа тунелска микроскопа, чија се вредност процењује на приближно 750.000 америчких долара сваки.
Поред бављења науком, Полањи је увек био изузетно свестран. Као студент уређивао је новине и показивао интересовање за политику. Иако је његов отац био научник, није показао непосредан афинитет према хемији. Почев од 1950-их, Полањи се укључио у јавне послове, посебно у вези са нуклеарним оружјем. Основао је канадску Пагвош групу 1960. године и био је председник те групе од њеног оснивања до 1978. Пагвош је глобални покрет који је 1995. године добио Нобелову награду за мир. Њихов циљ је смањење оружаних сукоба и тражење решења за глобалне проблеме. Такође је био присталица „чисте“ науке и критичар владиних политика које не подржавају таква истраживања. Такође је присталица Кампање за успостављање Парламентарне скупштине Уједињених нација, организације која се залаже за демократску реформацију Уједињених нација и стварање одговорнијег међународног политичког система. Полањи често прихвата говорничке ангажмане како би разговарао о питањима која се односе на социјалну правду, мир и пролиферацију нуклеарне енергије, упркос свом заузетом истраживачком распореду. Често коментарише науку и питања јавне политике у одељцима Писма уреднику и Мишљење новина The Globe and Mail. Тренутно је члан Националног саветодавног одбора Центра за контролу наоружања и не-ширење оружја, истраживачког дела Савета за подношљив живот у свету (Council for a Livable World).

## Награде и почасти

### Нобелова награда
Полањи је 1986. године добио Нобелову награду за хемију за свој рад у области хемијске кинетике. Награду је поделио са Дадлијем Хершбахом са Универзитета Харвард и Јуен Т. Лијом са Универзитета Калифорније. Трио је награђен због „њиховог доприноса у динамици хемијских елементарних процеса“. Полањијев допринос био је усредсређен на рад који је радио на развоју технике инфрацрвене хемилуминисценције. Ова техника је коришћена за мерење слабих инфрацрвених емисија новоформираног молекула како би се испитала диспозиција енергије током хемијске реакције. Полањијево Нобелово предавање по пријему награде носило је наслов „Неки концепти у динамици реакција“.
Полањи је имао помешана осећања у вези са утицајем Нобелове награде на његово истраживање, осећајући да је његово име на истраживачким предлозима и радовима често доносило додатну контролу, а такође је било и људи који су после награде доводили у питање његову посвећеност науци. Полањи је рекао, "Постоји врло разумна сумња да сте толико заузети радећи ствари које раде добитници Нобелове награде, а да заправо само пола свог ума дајете науци."
Његова Нобелова награда такође је наговестила промену у његовом правцу истраживања. Нобелову награду за физику за 1986. годину добили су Ернст Руска, Герд Биниг и Хајнрих Рорер за њихов рад са електронским микроскопима и скенирајућој тунелској микроскопији (СТМ). Ово истраживање изазвало је Полањијево интересовање док је боравио у Шведској на церемонији. По повратку у Торонто, Полањи и његове колеге су испитали технику и сада имају четири скенирајућа тунелска микроскопа која користе за приказ хемијских реакција на молекуларном нивоу, уместо да користе инфрацрвену детекцију и хемилуминисценцију.
Полањијева Нобелова медаља изложена је на колеџу Масеј (Универзитет у Торонту).

### Додатне награде
За члана Краљевског друштва (ФРС) изабран је 1971. године. Полањи је 1974. године постављен за официра Канадског реда. 1979. године унапређен је у пратиоца. Током своје каријере примио је мноштво других награда, укључујући Марлоу медаљу Фарадејевог друштва 1962. године, Стогодишњу медаљу Британског хемијског друштва 1965. године, Стејсијеву награду за природне науке 1965. године (подељена), Норанда награду Хемијског института Канаде 1967. године, медаљу Хенрија Маршала Торија Краљевског друштва Канаде 1977. године, Вулфову награда за хемију 1982. године (подељена), Меморијалну награду Исак Волтон Килам 1988. године, Краљевску медаљу Краљевског друштва 1989. године и награду предавача Џон Ч. Полањи Канадског друштва за хемију 1992. 2007. године Полањи је награђен Герхард Херцберг канадском златном медаљом за науку и инжењерство. Краљевско хемијско друштво почастило је Полањија наградом за предавачки програм Фарадеј за 2010. годину.
Полањи је добио многе почасне дипломе из 25 институција, укључујући Ватерло 1970, Универзитет Харвард  1982, Отава 1987, и Краљичину 1992. Члан је Краљевског друштва Канаде, Краљевског друштва у Лондону, Краљевског друштва у Единбургу и члан је Америчке академије уметности и науке, Америчке националне академије наука, Папске академије наука и почасни члан Краљевског хемијског друштва Уједињеног Краљевства и Хемијског института Канаде.
Полањи је приказан на поштанској марки прве класе поште Канаде, 3. октобра 2011. године, издатој у знак поздрава Међународној години хемије. Полањи је 1992. именован за Краљичино тајно веће Канаде.

### Наслеђе
У част Полањијеве Нобелове награде, влада Онтарија установила је „Награде Џон Чарлс Полањи“. Свака од ових награда вреди 20.000 америчких долара, а додељују се младим истраживачима у провинцији у постдокторском стипендирању или онима који су недавно започели посао на факултету на универзитету у Онтарију. Награде се додељују у сличним категоријама као и Нобелове награде, широко дефинисане као: физика, хемија, физиологија или медицина, економија и књижевност.
Канадско веће за природне науке и инжењерска истраживања (НСЕРЦ) створило је награду Џон Ч. Полањи за признање истраживачу или истраживачима чији је рад у пољу подржаном од НСЕРЦ-а довео до изузетног напретка на том пољу. Истраживање је морало бити спроведено у Канади и барем делимично подржано средствима НСЕРЦ-а. Награда се делимично састоји од донације од 250.000 УСД за победника. Први добитник награде Џон Ч. Полањи био је Судбури Неутрино Опсерваторија. 2011. награда је уручена Викторији М. Каспи, астрофизичарки са Универзитета Макгил.
Полањи је почео да објављује своја научна истраживања 1953. године. До 2010. објавио је преко 250 научних радова. Његово писање није ограничено на његова научна интересовања, јер је објавио преко 100 чланака о политици, утицају науке на друштво и контроли наоружања. 1970. снимио је филм под насловом Концепти у реакционој динамици и уредио књигу под називом Опасности од нуклеарног рата.

## Лични живот
Полањи је рођен 1929. године у породици Мајкла и Магде Елизабет Полањи у Берлину, Немачка. Отац му је рођен 1891. године у Мађарској. Његов ујак Карл је био економиста, запажен по критикама тржишног капитализма. Његов деда, Михали Полачек, градио је железницу. Михали Полачек променио је презиме породице у Полањи, али није променио своје име. Када су живели у Будимпешти, Полањијеви су сматрани Јеврејима који се не придржавају свих правила вере, а Мајкл Полањи прешао је у католицизам када је био на универзитету.
Полањи се 1958. оженио Аном Ферар Давидсон (1929–2013). Има двоје деце - ћерку Маргарет, рођену 1961. и сина Мајкла, рођеног 1963. Његова ћерка је новинарка, а син политиколог који је каријеру започео као физичар. Полањи је тренутно ожењен портретисткињом Брендом Бари. Изван његових научних и политичких напора, Полањијеви интереси укључују уметност, књижевност и поезију. У млађим данима био је страствени кануиста на води, али то је заменио ходањем и скијањем.